# Євтропія
Євтропія (лат. Eutropia, пом. після 325) або Галерія Валерія Євтропія — дружина римського імператора Максиміана та мати імператора Максенція.

## Життєпис
Євтропія народилася в Сирії. Дата її народження невідома. В ранньому віці стала дружиною Афранія Ганнібаліана, заможного сирійця (або фінікійця). Народила доньку Теодору.
У 280 році за пропозицією імператора Максиміана Ганнібаліан розлучився з Євтропією, яка стала дружиною імператора. За деякими даними, її повним ім'ям стало Галерія Валерія Євтропія. Ганнібаліан натомість зробив успішну кар'єру. Подружжя мало двох дітей: сина Максенція та доньку Фавсту. Достеменно невідоме походження Флавії Максиміани Теодори: вона або була донькою Євтропії від першого шлюбу, або донькою Максиміана від неназваної жінки.
Після добровільного зречення чоловіка у 305 році Євтропія разом із сином оселилася в Римі та підтримувала його в боротьбі за владу. Під час конфлікту у 306 році між Максенцієм та Максиміаном залишилася на боці першого. Після потрапляння її чоловіка в полон до Костянтина та його подальшого суїциду, Євтропія була змушена поклястися, що Максенцій не був рідним сином Максиміана. Ці зізнання були використані Костянтином у пропаганді проти Максенція.
У 312 після програшу та загибелі Максенція в битві біля Мульвійського мосту Євтропія стала на бік переможця — Костянтина I.
Приблизно у 313 році прийняла християнство. З цього моменту спочатку мешкала в Італії, згодом багато подорожувала східними провінціями, де були християнські святині. Остання згадка про неї датується 325 роком. Тоді вона надіслала листа імператорові з проханням знищити в Мамре (теперішній Рамат-ель-Халіль у Палестині), поганські ідоли поруч з дубом та колодязем, де відпочивав біблійний патріарх Авраам. Це місце також поважали християни. Замість ідолів за наказом імператора Костянтина Великого було зведено церкву. Про подальшу долю Євтропії нічого невідомо.

## Родина
Перший чоловік — Афраній Ганнібаліан, префект преторія, консул 292 року
Діти:
- Теодора, дружина Констанція I

Другий чоловік — Максиміан, римський імператор у 286—305 роках
Діти:
- Максенцій, римський імператор у 306—312 роках
- Фавста, дружина римського імператора Костянтина I